# DB-Baureihe ETA 176
Die Akkumulatortriebwagen der Baureihe ETA 176 waren bei der Deutschen Bundesbahn die Vorläufer der Baureihe ETA 150. Sie befuhren Haupt- und Nebenstrecken.
Aufgrund ihrer wichtigsten Stationierung in Limburg (Lahn) und des neuartigen Aussehens erhielten sie ab etwa 1960 den Spitznamen Limburger Zigarre.

## Geschichte
Die Deutsche Bundesbahn zog bereits kurz nach ihrer Gründung im Jahre 1949 in Betracht, Fahrzeuge mit niedrigerem Energieverbrauch zu beschaffen. Hierfür schien die elektrische Traktion sehr geeignet, die ihre Grenzen jedoch spätestens auf nicht elektrifizierten (d. h. nicht mit einer Oberleitung versehenen) Neben- oder auch den zu dieser Zeit noch nicht in großem Umfang elektrisch betriebenen Hauptstrecken fand. Für derartige Strecken wurde ebenfalls versucht, das umfangreiche Personal von mit Dampflokomotiven bespannten Zügen möglichst auf eine oder zwei Personen zu beschränken. Eine Lösung für beide Vorgaben fand die DB in Form ihres ersten selbst in Auftrag gegebenen Akkumulatortriebwagens ETA 176. Es spielten auch die durchweg positiven Erfahrungen der Preußischen Staatseisenbahnen und der Deutschen Reichsbahn mit solchen Fahrzeugen (u. a. dem ETA 178) eine große Rolle.
Somit wurden in den Jahren 1952 bis 1954 insgesamt acht Triebwagen dieser Bauart in Dienst gestellt, die sogar von angelerntem, d. h. nicht zwingenderweise als Lokführer ausgebildetem Personal bedient werden konnten. Als weiterer Kostenvorteil ist zu nennen, dass die Akkumulatortriebwagen keinen Lokschuppen o. ä. zum Abstellen oder Warten benötigten und einfach im Freien abgestellt werden konnten. Überdies konnten sie auch zur kalten Jahreszeit ohne längere Wartezeiten genutzt werden. Nicht nur die Energie-, sondern auch die Wartungskosten lagen unter denen von Verbrennungstriebwagen.
Im Betrieb überzeugte der ETA 176 mit seiner hoch bemessenen Anfahrbeschleunigung, welche durch eine Anfahrüberlastung der Motoren erreicht werden konnte. Prinzipbedingt erzeugte er keine Rauch- und kaum Geräuschbelästigungen und war sicherheitstechnisch gesehen ungefährlicher als Dampfzüge einzustufen.
Der wesentliche Nachteil dieser Fahrzeuggattung liegt in dem gegenüber Verbrennungstriebwagen erhöhten Anschaffungspreis und dem Zwang, zugehörige Ladeeinrichtungen in ausreichender Zahl bereitzuhalten, da sonst, v. a. auf hügeligen Strecken durch den dadurch höheren Energiebedarf, verlängerte Wartezeiten bis zur nächsten Einsatzmöglichkeit drohten. Außerdem wurde der Oberbau untergeordneter Strecken durch die schwergewichtigen eingebauten Bleiakkumulatoren stärker als bisher belastet, deshalb richtete die DB die Einsätze dieses Akkumulatortriebwagens speziell auf die vorhandenen Ladeeinrichtungen und anderen (Strecken-)Verhältnisse aus.
Die Konstrukteure mussten für diese Quasi-Neuentwicklung zahlreiche Vorgaben erfüllen. Die Triebwagen sollten, wenn sie schon entsprechende Infrastruktur voraussetzen, auf unterschiedlichen Haupt- und Nebenstrecken mit Höchstgeschwindigkeiten zwischen ca. 50 und 90/100 km/h eingesetzt werden können. Im Nebenbahnbetrieb war v. a. eine hohe Anfahrbeschleunigung zur Verringerung der Fahrzeiten zwischen den zahlreich vorhandenen Bahnhöfen/Haltepunkten, im Einsatz auf den Hauptstrecken eine hohe Höchstgeschwindigkeit sowie in Anzahl und Art ausreichend vorhandene Ein-/Ausstiegseinrichtungen (Türen) zu verwirklichen. Um den Reisekomfort zu steigern, wurden auch in der dritten Klasse Polster- und mit Kunstleder bezogene Sitze eingebaut, es waren zusätzliche 50 Stehplätze vorhanden.
Es wurde, um dem sich über Tag oder Strecke ändernden Kapazitätsbedarf gerecht zu werden, eine Vielfachsteuerung eingebaut, mit der ein zweiter Wagen angekuppelt und dessen Steuerabteil für den gesamten Zugverband benutzt werden konnte. Der Akku konnte je nach Einsatzprofil (Zugart, Strecke) für bis zu 400 tägliche Laufkilometer genutzt werden und wurde samt dem Großteil der elektrischen Ausrüstung in einem von außen durch Seitenklappen gut erreichbaren Teil des Tragrahmens eingebaut. Der Anschluss an eine der stationären Ladeanlagen erfolgte über mehrere, entlang des Triebwagens verteilte Steckdosen, in deren Öffnungen die Stecker der Ladekabel befestigt wurden.

## Konstruktion
Die ETA 176 waren anders als frühere Akkumulatortriebwagen als einteilige Fahrzeuge gehalten, deren Wagenkästen mittels Rohrstahl und kombiniert genutzter Spanten- und Schalenbauweise verwindungssteif aufgebaut und mit einer geschlossenen Bodenwanne versehen wurden.
Die geschweißten Triebdrehgestelle der Bauart Wegmann führte man als Blechträgerkonstruktion aus und setzte anschließend zwei Tatzlager-Gleichstrommotoren an; die Laufdrehgestelle wurden in der neuen Bauform München-Kassel ausgeführt.

### Aufteilung des Innenraums
An den vorderen der beiden Führerstände schloss sich ein Gepäckraum an, dem das Dritte-Klasse-Abteil mit 16 Sitzplätzen und dahinter der Einstiegsraum folgte. Die andere Fahrzeughälfte beherbergte das Dritte-Klasse-Abteil mit 44 Sitzplätzen sowie die Toilette, den zweiten Einstieg und schließlich noch das Zweite-Klasse-Abteil mit zwölf zusätzlich plüschbezogenen Sitzplätzen und den hinteren Führerstand. Die Abtrennung der einzelnen Bereiche wurde durch Holzwände mit Schiebetüren vorgenommen. Die Einstiegstüren waren als dreiteilige Falttüren, diejenigen im hinteren Bereich in doppelter Breite ausgeführt.
Die Steuerwagen besaßen statt des hinteren zweiten Führerstandes ein zusätzliches Sitzabteil, dessen Platzanordnung wie bei seinen Pendants 2+2 betrug.
Im Jahre 1956 wurde infolge der Bundesbahn-Wagenklassenreform die dritte in die zweite und die zweite in die erste Klasse umgewandelt.

## Beschaffung
Im Frühsommer 1952 wurden die beiden von Wegmann gelieferten Versuchsfahrzeuge ETA 176 001 und 002 in den Fahrdienst gestellt. Sie wurden von SSW (ETA 176 001) bzw. AEG (ETA 176 002) elektrisch ausgestattet und mit Motoren der Berliner S-Bahn (ETA 176 001) bzw. neuartigen, leichten und schnelllaufenden Motoren (ETA 176 002) bestückt. Die purpurrote Lackierung war mit creme-farbenen Zierlinien versehenen.
In den Jahren 1953 und 1954 folgten die ETA 176 003 bis 005 (Mechanik von Wegmann) und 006 bis 008 (Mechanik von WMD (Donauwörth)) sowie acht Steuerwagen, welche die letztgelieferten Fahrzeuge dieser Baureihe darstellten. Hierbei lieferte Schaltbau den elektrischen Teil und SSW die Fahrmotoren. Diese Triebwagen wiesen eine äußerlich leicht modifizierte Frontpartie auf. Das Dach aller gelieferten Triebwagen wurde dem damaligen Farbschema getreu grau, das Fahrwerk und der Rahmen schwarz lackiert.
Im gleichen Jahr erfolgte die Lieferung der ersten Akkumulatortriebwagen der nachfolgenden und anhand des ETA 176 weiterentwickelten Baureihe ETA 150. In den Jahren bis 1958 wurden noch sieben passende Steuerwagen ESA 176 beschafft, um die Einsätze des ETA 176 im Betriebsbestand nicht zu gering werden zu lassen. Allerdings wurde der ETA 150 in weit größeren Stückzahlen beschafft, zumal seine Anschaffung kostengünstiger war und der wagenbauliche Teil des ETA 176 mit der Zeit erhöhte Wartungskosten aufwies.

## Umbau
Der ETA 176 002 besaß anfänglich ein Feinstufenschaltwerk mit 339 Zwischen- und fünf Dauerfahrstufen. 1965 erhielt er im Rahmen eines versuchsweisen Umbaus eine AEG-Pulssteller-Steuerung mit Thyristoren, wofür vier Sitzplätze entfallen mussten. Über die kurz darauf ebenfalls ergänzte Nutzbremse konnte Energie in die Akkumulatoren rückgespeist werden, was eine Steigerung der Fahrreichweite um etwa 30 Prozent ermöglichte. Die mit dem zusätzlichen generatorischen Bremsbetrieb einhergehende thermische Belastung (und tlw. Überlastung) der Motoren führte 1970 dazu, dass die elektronische Leistungssteuerung wieder ausgebaut wurde.

## Einsatz und Beheimatungen
Nach Probefahrten mit den beiden zuerst ausgelieferten Triebwagen ETA 176 001 und 002 auf dem Streckennetz der BD München, u. a. auf der Strecke München–Schliersee, wurden diese beiden Fahrzeuge und anschließend auch der ETA 176 003 im Bw Limburg (Lahn) stationiert.
Bis zur Abstellung (z) zwischen 1982 und 1983 wurden die acht Triebwagen zumeist zwischen Limburg und Wiesbaden sowie von/nach Lorch, Montabaur, Weilburg, Rüdesheim am Rhein und Frankfurt (Main) eingesetzt.

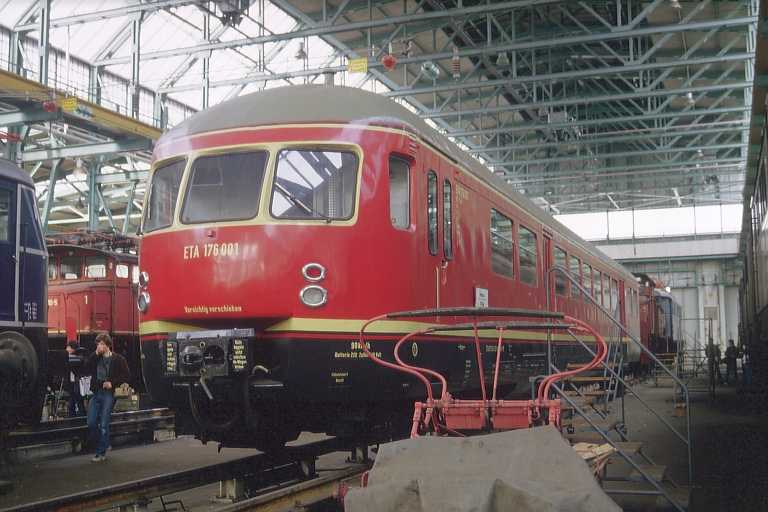
ETA 176 001 frisch restauriert 1984, AW München-Freimann

Ausnahmen bildeten lediglich ETA 176 004, 005 und 008, welche 1954 dem Bww Kassel Hbf zugeordnet und in/aus Richtung Bebra, Bad Hersfeld, Rotenburg, Bad Lauterberg, Karlshafen, Göttingen, Warburg (Westf) und Hann. Münden eingesetzt wurden, sowie ETA 176 006 und 007, die seit Mai desselben Jahres von/zum Bw Hameln aus nach Bad Pyrmont, Bielefeld und Hannover verkehrten.
Ab 1959/60 waren wieder sämtliche Triebwagen dieser Baureihe in Limburg (Lahn) stationiert, von wo sie nun auch die Strecken in Richtung Koblenz, Oberlahnstein, Westerburg, Gießen und Mainz bedienten. Ihre letzten Einsatzjahre verbrachten die Fahrzeuge auf der Aartalbahn Limburg–Bad Schwalbach–Wiesbaden, die heute nicht mehr befahren wird.
Als erster DB-Akkumulatortriebwagen wurde 517 007, der frühere ETA 176 007, im Jahr 1981 nach einem Unfall ausgemustert, die anderen Exemplare folgten diesem Schicksal zwischen 1982 und 1984, obgleich sie auch zu diesem Zeitpunkt noch als vergleichsweise leicht zu warten galten. Als letzte wurden 517 008 (ehemals ETA 176 008) und der Steuerwagen 817 603 (früherer ESA 176 003) 1984 abgestellt. Die Leistungen gingen weitestgehend an die Baureihe 515 über.
Der ETA 176 war eine der am wenigsten umstationierten Baureihen der DB, was auch darauf zurückzuführen ist, dass die notwendige Spezialinfrastruktur nur an wenigen Strecken vorhanden war.
517 001 wurde als zuerst gelieferter Vertreter der Baureihe im Jahre 1983 in den Ursprungszustand zurückversetzt und blieb rollfähig erhalten. Er trägt für diesen Zweck seine ursprüngliche Bezeichnung ETA 176 001.